# Чемпионат России по самбо 2015
Чемпионат России по самбо 2015 года проходил в Санкт-Петербурге с 6 по 11 марта. Чемпионат был первым совместным, на котором проходили соревнования среди мужчин и женщин.

## Медалисты

### Мужчины
| Весовая категория | Золото                                  | Серебро                                   | Бронза                                                                         |
| ----------------- | --------------------------------------- | ----------------------------------------- | ------------------------------------------------------------------------------ |
| до 52 кг          | Валерий Сороноков Свердловская область  | Игорь Беглеров Пермский край              | Толобек Бекетов Москва Айнур Муллагалиев Свердловская область                  |
| до 57 кг          | Аймерген Аткунов Свердловская область   | Саян Хертек Москва                        | Владимир Гладких Челябинская область Михаил Даниелян Краснодарский край        |
| до 62 кг          | Руслан Багдасарян Нижегородская область | Илья Хлыбов Свердловская область          | Александр Бондарев Чувашия Мгер Аджемян Амурская область                       |
| до 68 кг          | Никита Клецков Москва                   | Манук Аджемян Амурская область            | Денис Давыдов Московская область Павел Лагвенкин Рязанская область             |
| до 74 кг          | Азамат Сидаков Ставропольский край      | Али Куржев Рязанская область              | Илья Лебедев Свердловская область Александр Шабуров Курганская область         |
| до 82 кг          | Илья Кокович Москва                     | Владимир Приказчиков Москва               | Сергей Кирюхин Санкт-Петербург Андрей Перепелюк Москва                         |
| до 90 кг          | Альсим Черноскулов Свердловская область | Арсен Ханджян Краснодарский край          | Давид Оганисян Краснодарский край Павел Румянцев Нижегородская область         |
| до 100 кг         | Дмитрий Елисеев Санкт-Петербург         | Сергей Самойлович Калининградская область | Дмитрий Минаков Брянская область Вячеслав Михайлин Москва                      |
| свыше 100 кг      | Артём Осипенко Брянская область         | Рустам Арсланов Башкортостан              | Константин Ратько Владимирская область Александр Тунаков Нижегородская область |

#### Командный зачёт
1. Москва;
2. Приволжский федеральный округ;
3. Южный федеральный округ;
3. Сибирский федеральный округ;
5-8. Центральный федеральный округ;
5-8. Уральский федеральный округ;
5-8. Крым;
5-8. Дальневосточный федеральный округ;
9. Санкт-Петербург.

### Женщины
| Весовая категория | Золото                                  | Серебро                                   | Бронза                                                                     |
| ----------------- | --------------------------------------- | ----------------------------------------- | -------------------------------------------------------------------------- |
| до 48 кг          | Мария Молчанова Пермский край           | Мария Козлова Рязанская область           | Шогик Цатурян Москва Елена Бондарева Нижегородская область                 |
| до 52 кг          | Анна Харитонова Москва                  | Анна Гореликова Краснодарский край        | Регина Куватова Оренбургская область Надежда Тартыкова Кемеровская область |
| до 56 кг          | Анастасия Валова Москва                 | Анна Бузина Камчатский край               | Екатерина Елизарова Татарстан Анастасия Белых Пермский край                |
| до 60 кг          | Светлана Бурцева Пермский край          | Анастасия Шинкаренко Московская область   | Яна Костенко Москва Татьяна Зенченко Приморский край                       |
| до 64 кг          | Анна Щербакова Бурятия                  | Ульяна Бессонова Пензенская область       | Анна Емельяненко Астраханская область Ольга Медведева Рязанская область    |
| до 68 кг          | Ольга Захарцова Калининградская область | Екатерина Оноприенко Пермский край        | Ольга Колесникова Тверская область Ольга Крюкова Самарская область         |
| до 72 кг          | Анна Жижина Брянская область            | Ирина Миронова Москва                     | Таисия Киреева Нижегородская область Галина Амбарцумян Москва              |
| до 80 кг          | Наталья Казанцева Тюменская область     | Дайна Амбарцумова Тверская область        | Анастасия Филиппович Смоленская область Илона Фомина Москва                |
| свыше 80 кг       | Анна Балашова Пермский край             | Светлана Федосеенко Новосибирская область | Надежда Еремеева Свердловская область Эльмира Викилова Пермский край       |

#### Командный зачёт
1. Москва;
2. Центральный федеральный округ;
3. Уральский федеральный округ;
3. Приволжский федеральный округ;
5. Санкт-Петербург;
5. Сибирский федеральный округ.